# Habitatrichtlijngebied (Nederland)
De Habitatrichtlijn dateert uit 1992. Hierin staat de bescherming van natuurlijke en halfnatuurlijke habitats centraal. In de bijlagen van de Habitatrichtlijn worden 500 plantensoorten, 200 diersoorten (geen vogels, omdat die al onder de vogelrichtlijn vallen) en 198 habitats genoemd. Ze worden bovendien verdeeld over verschillende biogeografische regio's en in prioritaire en niet prioritaire soorten. Voor de Habitatrichtlijn moeten Speciale beschermingszones worden aangewezen.

## Lijst van Habitatrichtlijngebieden
- Aamsveen
- Abdij Lilbosch en Klooster Mariahoop
- Achter de Voort, Agelerbroek & Voltherbroek

- Bakkeveense Duinen
- Bargerveen
- Bekendelle
- Bemelerberg en Schiepersberg
- Bergvennen & Brecklenkampse Veld
- Biesbosch
- Binnenveld
- Boddenbroek
- Boetelerveld
- Boezems Kinderdijk
- Borkeld
- Boschhuizerbergen
- Botshol
- Brabantse Wal
- Broekvelden, Vettenbroek & Polder Stein
- Brunssummerheide
- Bruuk
- Bunder- en Elsloërbos
- Buurserzand en Haaksbergerveen

- Canisvlietse Kreek
- Coepelduynen
- De Groote Peel
- De Maasduinen
- De Meinweg
- De Oude Venen
- De Weerribben
- De Wieden
- Deurnese Peel & Mariapeel
- Dinkelland
- Donkse Laagten
- Drentsche Aa-gebied
- Drents-Friese Wold & Leggelderveld
- Drouwenerzand
- Duinen Ameland
- Duinen Den Helder - Callantsoog
- Duinen en Lage Land Texel
- Duinen van Goeree & Kwade Hoek
- Duinen Schiermonnikoog
- Duinen Terschelling
- Duinen Vlieland
- Dwingelderveld

- Eilandspolder
- Elperstroomgebied
- Engbertsdijksvenen

- Fochteloërveen

- Gelderse Poort
- Geleenbeekdal
- Geuldal
- Grensmaas
- Grevelingen
- Groot Zandbrink
- Groote Gat
- Grutte Wielen

- Haringvliet
- Holtingerveld
- Hollands Diep (oeverlanden)

- IJsselmeer
- Ilperveld, Varkensland, Oostzanerveld & Twiske

- Kampina en Oisterwijkse Bossen en Vennen
- Kempenland-West
- Kennemerland-Zuid
- Kolland & Overlangbroek
- Kop van Schouwen
- Korenburgerveen
- Krammer-Volkerak
- Kunderberg

- Landgoederen Brummen
- Landgoederen Oldenzaal
- Langstraat
- Leenderbos, Groote Heide en De Plateaux
- Lemselermaten
- Leudal
- Liefstinghsbroek
- Lingegebied & Diefdijk-Zuid
- Loevestein, Pompveld & Kornsche Boezem
- Lonnekermeer
- Loonse en Drunense Duinen & Leemkuilen

- Manteling van Walcheren
- Mantingerbos
- Mantingerzand
- Markermeer & IJmeer
- Meijendel en Berkheide

- Naardermeer
- Nieuwkoopse Plassen en De Haeck
- Noorbeemden en Hoogbos
- Noordhollands Duinreservaat
- Noordzeekustzone
- Norgerholt

- Oeffeltermeent
- Olde Maten & Veerslootlanden
- Oostelijke Vechtplassen
- Oosterschelde
- Oude Maas
- Oudegaasterbrekken, Fluessen en omgeving

- Polder Westzaan

- Regte Heide en Riels Laag
- Roerdal
- Rottige Meente & Brandemeer

- Sallandse Heuvelrug
- Sarsven en De Banen
- Savelsbos
- Schoorlse Duinen
- Sint-Jansberg
- St. Pietersberg en Jekerdal
- Solleveld & Kapittelduinen
- Springendal & Dal van de Mosbeek
- Stelkampsveld (Beekvliet)
- Strabrechtse Heide en Beuven
- Swalmdal

- Teeselinkven

- Uiterwaarden IJssel
- Uiterwaarden Lek
- Uiterwaarden Neder-Rijn
- Uiterwaarden Waal
- Uiterwaarden Zwarte Water en Vecht
- Ulvenhoutse Bosch

- Van Oordt's Mersken
- Vecht- en Beneden-Reggegebied
- Veluwe
- Veluwerandmeren en Wolderwijd
- Vlijmens Ven, Moerputten en Het Bossche Broek
- Vogelkreek
- Voordelta
- Voornes Duin

- Waddenzee
- Weerter- en Budelerbergen en Ringselven Weerterbos
- Westduinpark & Wapendal
- Westerschelde & Saeftinghe
- Wierdense Veld
- Wijnjeterpers Schar
- Willinks Weust
- Witte Veen
- Witterveld
- Wooldse Veen
- Wormer- en Jisperveld & Kalverpolder

- Yerseke en Kapelse Moer

- Zeldersche Driessen
- Zouweboezem
- Zwanenwater & Pettemerduinen
- Zwarte Meer
- Zwin en Kievittepolder